# Leslie Plée
Leslie Plée est une illustratrice et auteure de bande dessinée française née le 8 octobre 1980 à Paris.

## Biographie
Leslie Plée s'est formée à l'École Estienne, dont elle est diplômée en 2003 (en y obtenant un Diplôme des métiers d'art (DMA) « Gravure »)[réf. souhaitée], avant de suivre un cursus de libraire (DUT métier du livre), et exercer son métier dans la grande distribution.
Leslie Plée tient son blog d'août 2007 à février 2015 pour y relater, entre autres, ces expériences dans une grande chaine de librairies,. Elle reçoit une proposition de Pénélope Bagieu pour publier ses récits et l'album paraît en mars 2009 : Moi vivant, vous n'aurez jamais de pauses, ou comment j'ai cru devenir libraire (Jean-Claude Gawsewitch Éditeur).
En 2011, elle continue de croquer son quotidien avec L'effet kiss pas cool, journal d'une angoissée de la vie et l'année suivante, Audie publie Points noirs et sac à dos, où elle évoque avec humour sa vie de lycéenne dans les années 1990,. En 2013 et 2014, Delcourt publie deux volumes sur Michel Plée, le chat de Leslie abordé sous un angle humoristique,. En 2014 paraissent Anarchie & biactol et La loltérature. L'année suivante, elle livre Devenir zen pour les nuls en bd ainsi que Éloge de la névrose en 10 syndromes. L'année suivante est publié Listothérapie suivi, en 2017, de Mon opéra rock - Une troupe en route vers le succès !,,,. En 2018, elle relate son expérience de jeune mère dans Depuis que j'ai un bébé, mes paupières ont déposé le bilan.
Elle s'associe avec Doan Bui, journaliste à L'Obs, pour dessiner un album sur le procès d'Abdelkader Merah : C'est quoi un terroriste ? Le procès Merah et nous (2019),, ; en parallèle, elle dessine Tu l'as dit Jamy ! Une aventure scientifique pour tous en BD sur des textes de Jamy Gourmaud,.
Elle retrouve la journaliste Doan Bui pour Fake News : l'info qui ne tourne pas rond, paru chez Delcourt en 2021. Elles se penchent avec humour sur différentes fake news : terre plate, contestation de la tuerie de l'école primaire Sandy Hook ou sur QAnon. Elles enquêtent également sur les « usines à fake news » en Macédoine du Nord ainsi que sur la figure de Donald Trump,.

## Œuvres

### Bandes dessinées
- Moi vivant, vous n'aurez jamais de pauses, ou comment j'ai cru devenir libraire, éd. Jean-Claude Gawsewitch, 2009  (ISBN 978-2-350-13157-3), réédité Delcourt, coll. Tapas, 2015
- L'effet kiss pas cool, journal d'une angoissée de la vie, éd. Jean-Claude Gawsewitch, 2011  (ISBN 978-2-350-13271-6)
- Points noirs et sac à dos, éd. Audie, coll. Fluide G, 2012  (ISBN 2-352-07263-8)
- Michel Plée, Delcourt, coll. Tapas

1. Vivre vieux et gros, les clés du succès , 2013  (ISBN 978-2-7560-4152-0)
2. Michel, un chat sauvage, 2014  (ISBN 978-2-7560-5779-8)

- Anarchie & Biactol, mes années lycée, Delcourt, coll. Tapas, 2014  (ISBN 978-2-7560-4989-2)
- Pour les nuls en BD : 3. Devenir zen pour les nuls en bd, Delcourt - First Éditions, 2015  (ISBN 978-2-7540-7674-6)
- Éloge de la névrose en 10 syndromes, Delcourt, coll. Tapas, 2015  (ISBN 978-2-7560-6930-2)
- Listothérapie, mes talents inutiles et 101 autres listes indispensables à compléter, First Éditions, 2016  (ISBN 978-2-7540-8561-8)
- Mon opéra rock - Une troupe en route vers le succès !, Delcourt, coll. Tapas, 2017  (ISBN 978-2-7560-9588-2)
- Depuis que j'ai un bébé, mes paupières ont déposé le bilan, First éditions, 2018  (ISBN 978-2-412-03944-1)
- Le carnet de mon chat[24], Delcourt, coll. Tapas, 2019  (ISBN 978-2-413-00979-5)
- C'est quoi un terroriste ? Le procès Merah et nous, scénario de Doan Bui, éd. Seuil - Delcourt, 2019  (ISBN 978-2-413-01294-8)
- Tu l'as dit Jamy ! Une aventure scientifique pour tous en BD, scénario de Jamy Gourmaud, Stock, 2019  (ISBN 978-2-234-08876-4)
- Fake news, l'info qui ne tourne pas rond, scénario de Doan Bui, Delcourt, 2021  (ISBN 978-2413028789)

### Illustrations
- La loltérature, textes d'Anaïs Delcroix et Thomas Rietzmann, Delcourt, coll. Tapas, 2014  (ISBN 978-2-7560-5990-7)
- Abécédaire de mon chat, textes de Brigitte Bulard-Cordeau, éd. Chêne, 2014  (ISBN 978-2-81230-949-6)
- J'ouvre ma maison d'hôtes ou mon gîte !, textes de Muriel Lacroix et Pascal Pringarbe, éd. Chêne, 2015  (ISBN 978-2-81231-151-2)
- Léonardo, textes de Cécile Alix, Poulpe fictions, 2017  (ISBN 978-2-37742-015-5)
- Doser les écrans en famille : comment reprendre le contrôle au quotidien, textes d'Isabelle Frenay et Bernard Antoine, First éditions, 2019  (ISBN 978-2-412-04760-6)

### Collectifs
- 13m28, avec Raphaël B, Thomas Mathieu, Thomas Gilbert, Manolosanctis, 2010  (ISBN 978-2359760057)
- Axolotl volume 2, textes de Patrick Baud, Delcourt, 2015  (ISBN 978-2756071930)

### Documentation
- Leslie Plée (int.) et Arièle Bonte, « Leslie Plée, dessinatrice : "Il faut rire de son imperfection" », Madame Figaro,‎ 28 juin 2016 (lire en ligne).